# Saona i Loara
Saona i Loara (fr. Saône-et-Loire, wymowaⓘ, soneˈlwaːʀ) – francuski departament, położony w regionie Burgundia-Franche-Comté. Departament oznaczony jest liczbą 71. Departament został utworzony 4 marca 1790 roku.
Według danych na rok 2018 liczba zamieszkującej departament ludności wynosi 573 281 osób (66 os./km²); powierzchnia departamentu to 8575 km². Ośrodkiem administracyjnym (prefekturą) departamentu jest Mâcon, a największym miastem – Chalon-sur-Saône.
Departament został utworzony w trakcie Rewolucji Francuskiej, 4 marca 1790, z mocy ustawy z 22 grudnia 1789, z części Burgundii.
W 2023 roku w skład departamentu wchodziły 564 gminy (lista).

## Miejscowości
Największe miejscowości departamentu (w nawiasach liczba ludności w 2021 roku):

- Chalon-sur-Saône (45 031)
- Mâcon (34 448)
- Le Creusot (20 731)
- Montceau-les-Mines (16 831)
- Autun (13 145)
- Paray-le-Monial (9239)
- Saint-Vallier (8503)
- Charnay-lès-Mâcon (7969)
- Digoin (7498)
- Gueugnon (6616)
- Saint-Rémy (6541)
- Louhans (6454)
- Saint-Marcel (6199)
- Châtenoy-le-Royal (6145)
- Blanzy (6012)
- Tournus (5627)
- Chagny (5454)
- Cluny (4990)
- Montchanin (4979)
- Bourbon-Lancy (4663)
- Sanvignes-les-Mines (4295)
- La Chapelle-de-Guinchay (4082)
- Chauffailles (3675)
- Givry (3649)
- Le Breuil (3522)
- Crêches-sur-Saône (3156)
- Ouroux-sur-Saône (3134)